# Smash Court Tennis 3
Smash Court Tennis 3 és un videojoc per la PlayStation Portable creat per Namco Bandai Games. El videojoc simula el tennis amb jugadors tan destacats com Roger Federer, Rafael Nadal i Maria Xaràpova.

## Jugadors
Els següents tennistes són disponibles en el videojoc, cadascun amb característiques diferents:
- Roger Federer
- Rafael Nadal
- David Nalbandian
- James Blake
- Tomas Berdych
- Gael Monfils
- Feliciano Lopez
- Andreas Seppi

## Jugadores
- Amelie Mauresmo
- Justine Henin
- Maria Xaràpova
- Nicole Vaidisova
- Martina Hingis
- Ana Ivanović
- Sania Mirza
- Michaella Krajicek